# Élodie Bouchezová
Élodie Bouchezová, nepřechýleně Élodie Bouchez (* 5. dubna 1973 Montreuil) je francouzská filmová a televizní herečka, držitelka dvou Césarů.

## Život a kariéra
Je známá především v USA, kde také žije v Beverly Hills se svým manželem, hudebníkem Thomasem Bangalterem.

## Filmografie (výběr)
- 1994 : Le Péril jeune , režie Cédric Klapisch
- 1994 : Divoké rákosí (Les Roseaux sauvages), režie André Téchiné
- 1995 : Le plus bel âge... , režie Didier Haudepin
- 1996 : Vzpomínky na Paříž (The Proprietor), režie Ismail Merchant
- 1996 : Až do konce (Clubbed to Death (Lola) ), režie Yolande Zaubermanová
- 1998 : Louise (Take 2) , režie Siegfried
- 1998 : Vysněný život andělů (La Vie rêvée des anges), režie Erick Zonca
- 2001 : Komerční kvalita (CQ), režie Roman Coppola
- 2003 : Stormy Weather , režie Sólveig Anspach
- 2005 : Brice z Nice (Brice de Nice), režie James Huth
- 2008 : 2 blbouni v Paříži (Seuls Two), režie Ramzy Bedia, Éric Judor

## Ocenění
Ocenění
- 1995: César pro nejslibnější herečku za film Divoké rákosí
- 1999: César pro nejlepší herečku za film Vysněný život andělů